# Cardinal points
Cardinal points is een studioalbum van Legend. Legend had een lange aanlooptijd nodig voor het uitbrengen van dit album. Het laatste studiomateriaal van de band dateerde uit 1993. De band verdween na dat album Triple aspect geheel uit beeld. In 2009 werd de band heropgericht, er volgden een verzamelalbum en een livealbum. Het duurde tot april 2011 voordat er een nieuw album verscheen. De zang van Parker balanceert op zang en declamatie, de muziek is te vergelijken met de stroming rapsodie uit de klassieke muziek, kleine kortdurende stukjes muziek die aan elkaar “gelast” zijn.
Het album bestaat uit vier lange tracks die verwijzen naar de vier windrichtingen en de vier basiselementen: Water, Vuur, Licht en Aarde. Voor wat betreft het thema van de teksten is er sprake van een conceptalbum. Het album is opgenomen in geluidsstudios  te Widnes (Queen’s Hall) en Pencoed (The Lodge). 

## Musici
- Kerry Parker – zang
- Steve Paine – toetsinstrumenten
- Dave Foster – gitaar
- Dan Nelson – basgitaar
- John Macklin – slagwerk

Met medewerking van
- Clare Foster – dwarsfluit
- Jay Boon – didgeridoo
- Tyler Macklin – percussie

## Muziek
De teksten zijn van Paker, Paine en Marilee Jean Kushinsky, muziek van Paine en de band

| Nr. | Titel               | Duur  |
| --- | ------------------- | ----- |
| 1.  | Carved in stone     | 13:09 |
| 2.  | Whisper on the wind | 14:42 |
| 3.  | Spark to a flame    | 13:55 |
| 4.  | Drop in the ocean   | 17:02 |